# Горный журнал (російське гірниче видання)
«Гірничий журнал» (рос. Горный журнал) — найдавніше російське гірниче видання.

## Загальна інформація

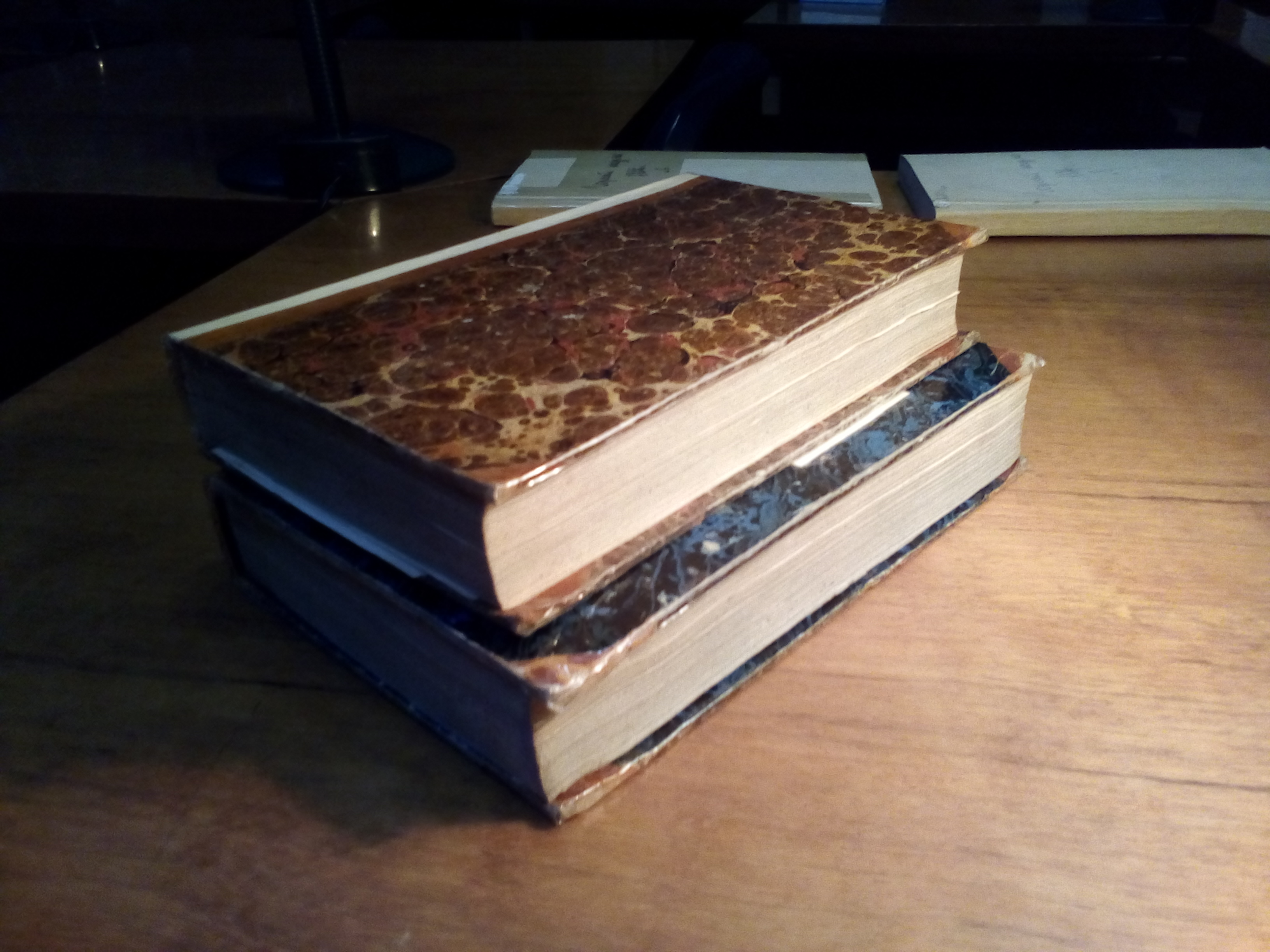
Перші видання журналу, 1827-1829 рр.

Базове видання Міжурядової ради країн СНД з розвідки, використання і охорони надр. Спеціалізується на розвідці корисних копалин, розробці та періодичній переробці (збагачення) вугільних, рудних та нерудних корисних копалин, охороні надр.
Заснуваний 1825 року. Спочатку журнал містив 10 розділів: "Отдѣленій въ Журналѣ полагается десять: Минералогія, Химія, Горное дѣло, Заводское дѣло, Монетное дѣло, Соляное сѣло, всеобщая Горная и Соляная Библіографія, Горныя и Соляныя Законоположенія, Біографическія извѣстія и Некрологія, и наконецъ Смѣсь. Для каждаго изъ сихъ отдѣленій, а особливо для важнѣйшихъ, назначаются особые Редакторы."
Обсяг до 160 стор., наклад 3000 прим. Номерів на рік — 12. Редакція: Росія, 119049, Москва, Ленінський проспект, 6, офіс Г-550

## Додаток до журналу
«Eurasian Mining» — додаток до «Горного журнала» англійською мовою. Видається з 2003 р., обсяг до 88 стор., тираж до 500 прим. ISSN 2072-0823.